# Ionașcu
Ionașcu – wieś w Rumunii, w okręgu Teleorman, w gminie Călmățuiu de Sus. W 2011 roku liczyła 384 mieszkańców.